# Bazmaghbyur
Bazmaghbyur (in armeno Բազմաղբյուր?, in russo Базмахпюр?, Bazmakhpyur; fino al 1949 Takiya e Takia) è un comune dell'Armenia di 950 abitanti (2001) della provincia di Aragatsotn.